# Rotschenkelpitpit
Der Rotschenkelpitpit (Dacnis venusta) ist eine Vogelart aus der Familie der Tangaren (Thraupidae), die in Costa Rica, Panama, Kolumbien und Ecuador verbreitet ist. Der Bestand wird von der IUCN als nicht gefährdet (Least Concern) eingeschätzt.

## Merkmale

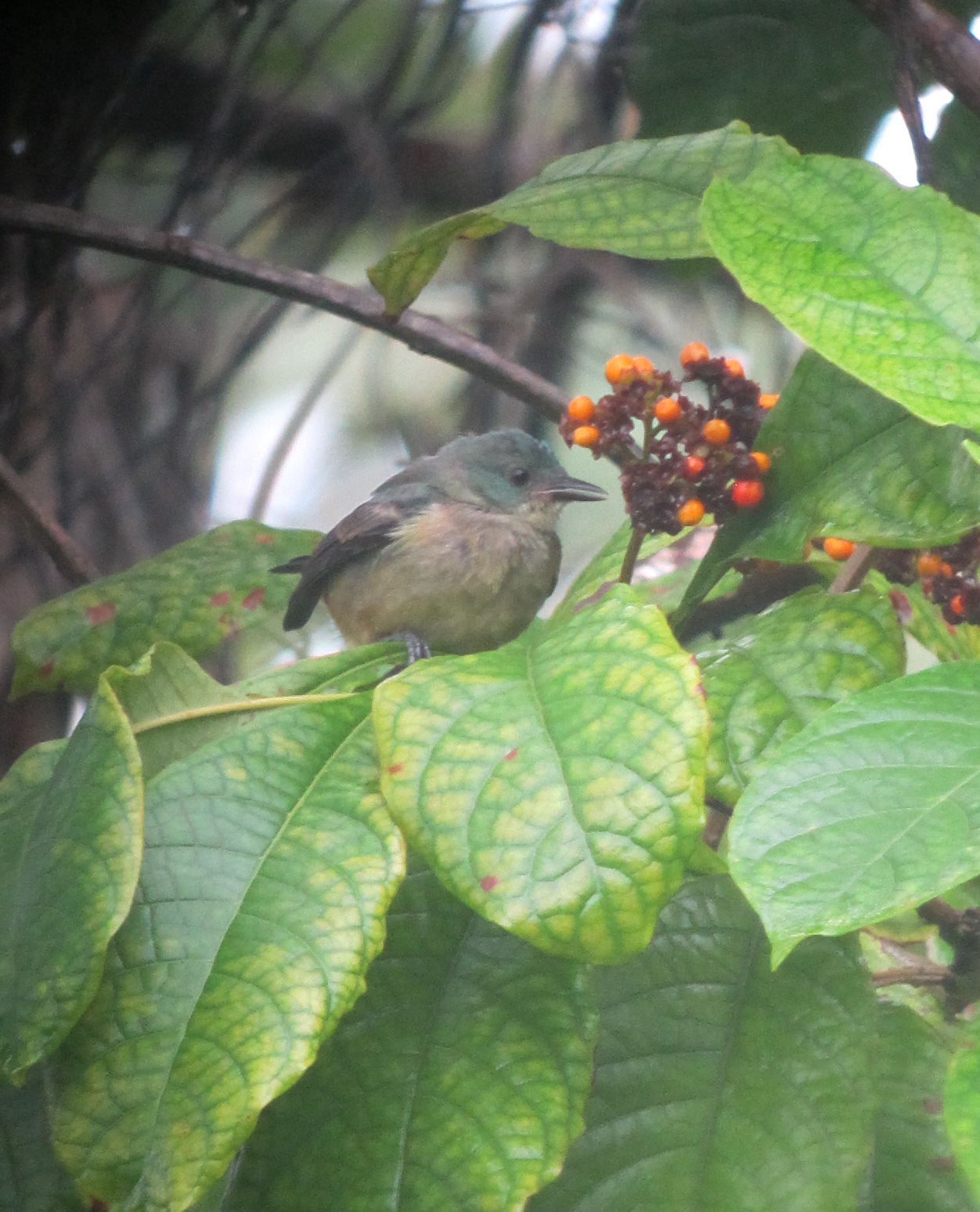
Rotschenkelpitpit ♀

Der Rotschenkelpitpit erreicht eine Körperlänge von etwa 11,2 bis 12,2 cm bei einem Gewicht von ca. 15,0 bis 17,1 g. Er hat einen kurzen spitzen schwarzen Schnabel, die Iris ist beim Männchen purpurrot und beim Weibchen matt dunkelrot bis rotbraun. Die Beine sind matt braun bis sehr dunkel, die Zehen und Krallen fuchsbraun. Der vordere schwarze Gesichtsbereich des Männchens zieht sich um die Augenpartien und endet mit einem Fleck hinter den Augen. Dieser schwarze Bereich umfasst vorderer Oberkopf, Zügel und Kehle. Der Oberkopf, der Nacken, die Ohrdecken sowie der Vorderhals sind türkisfarben und umrahmen somit die schwarze Gesichtsmaske. Der Rücken, die Schulterfedern, der Bürzel und die Oberschwanzdecken sind türkisblau. Die längsten Oberschwanzdecken sind schwarz. Die Flügel und der Schwanz sind schwarz. Die Schienbeinfedern sind mehrfarbig, scharlachrot an den Oberschenkeln und schwarz am Rest des Beins. Die Unterseite mit Ausnahme der leuchtend scharlachroten Oberschenkel, sind tief grünlich schwarz, einschließlich der Brust, des Bauchs und der Unterschwanzdecken. Das Weibchen ist auf der Oberseite typischerweise grünlich oliv mit blauer Tönung. Das hellste Blau findet sich an den Seiten des Gesichts, den Schulterblättern und dem Bürzel und wirkt am stumpfsten an den Seiten des Rückens. Die Flügel und der Schwanz wirken dunkel. Die Kehle ist gräulich, wird matt grau an der Brust und gräulich oliv an der Unterbrust, den Seiten und Flanken. Die Brust hat eine leicht blaue Tönung. Der Bauch- und Unterschwanzdecken sind gelblich lederfarben. Die Oberschenkel schimmern an der Basis rötlich. Das halbwüchsige Exemplare ähneln den Weibchen in der Färbung, wirken aber etwas matter und grauer am Kopf und haben wenig bis keine Blautönung. Etwas älter bildet sich bei den Männchen das Türkisfarbene an Schultern, Rücken und Bürzel heraus, die Maske ist etwas kleiner und die Brust wirkt eher rußig als schwarz.

## Lautäußerungen
Der Ruf des Rotschenkelpitpits klingt wie zwei bis drei kratzende, insektenartige Triller, die mit einem quietschenden btsik btsik btsik enden. Der Gesang dauert nicht länger als einige Sekunden. Er wurde auch als metallisch klinge urp, tsirp, rit oder wurt-Töne oder als ein zwitscherndes woit oder wait-Laute mit einem aufsteigenden Tonfall beschrieben. Auch verschiedene kratzige btsik-Töne gehören zum Repertoire. In der Nähe eines Waldfalken, der einen kleinen Vogel verspeiste konnten aufgeregte weu, weu Laute wahrgenommen werden. Ein Weibchen, dass ihre Jungen verteidigte, stieß leise nasale Schreie aus.

## Fortpflanzung
Im Distrikt Rivas in Costa Rica wurde am 9. Mai ein gut verstecktes Nest des Rotschenkelpitpits mit Jungtieren in einer Höhe von etwa 15 m in einem 18 m hohen Muneco-Baum (Cordia bicolor) im dichten Laub des Baums und einer parasitären Struthanthus-Rebe entdeckt. Am 1. Mai flog eines der Nestlinge ca. 60 Meter weg vom Nest. Am nächsten Tag wurde vermutlich dieser flügge Nestling am Nistbaum gesehen, während seine Geschwister immer noch im Nest saßen. Nachdem sich die Familie zerstreut hatte, holte man das Nest aus dem Gewirr der parasitären Ranken. Das Nest ist ein flacher, zerbrechlicher offener Kelch aus Ranken, Wurzeln und Farn- und Grasstücken, der mit Spinnenseide befestigt wurde. Es wurde hauptsächlich von zwei parallelen schlanken Ästen getragen. Der Innendurchmesser des Nestes betrug etwa 6 cm bei einer Tiefe von etwa 2 cm. Es bestand aus einem dünnen Verbund aus groben, drahtigen Materialien wie Wurzeln, Ranken und Farn. Es wird angenommen, dass der Rotschenkelpitpit monogam ist. Beide Eltern füttern die Jungen, doch vermutlich ist der Anteil des Weibchens deutlich höher. Das Weibchen vertreibt auch andere Eindringlinge vom Nest, wie z. B. Gelbbauch-Olivtyrann (Elaenia flavogaster) oder Gilbdrossel (Turdus grayi). Ansonsten ist die Brutbiologie des Rotschenkelpitpits wenig erforscht.

## Verhalten und Ernährung
Der Rotschenkelpitpits ist ein Baumbewohner und Allesfresser. Dabei bevorzugt er kleine Früchte und Gliederfüßer. Bei seinen Blütenbesuchen sucht er nach Nektar und Insekten. Der Mageninhalt von zwei Individuen enthielt Fruchtmark und Feigen. Bei fünf untersuchten Mägen aus Panama enthielt keiner mehr als 30 % tierischen Materials. Zu seiner Nahrung gehören Früchte von Ameisenbäumen, Clusia, Zanthoxylum, Trema micrantha, Miconia und Alchornea costaricensis. Er scheint die reifen blauen und schwarzen Beeren von Miconia argentea zu bevorzugen. Früchte holt er sich von Hampea appendiculata, Sapium oligoneuron, Dendropanax und Acnistus arborescens. Es wurde beobachtet, dass er vermutlich Xanthoxylum frisst und verteilt. Sehr selten sieht man ihn auch an den Früchten von Ficus pertusa. Ebenso kommt es vor, dass er sich von den Blütenstämmen von Pourouma aspera ernährt. Regelmäßig sucht er Futter an den Blüten von Epiphyt in den Baumkronen. Er gilt als sehr aktiver Futtersucher, ähnlich wie Singvögel bzw. wie eine auf einem Zweig spähende Tangare oder blütenbesuchende Türkisvögel. So untersucht er beispielsweise Epiphyten wie Bromelien und Moose auf einem Ast sitzend nach Gliederfüßern. Man sieht ihn in allen Straten des Waldes, doch meist ist er in den mittleren bis oberen Baumkronen unterwegs. An Waldrändern kommt er auch weiter nach unten, um Beeren zu suchen. So pflückt er die Früchte von den Ästen und zerdrückt diese. Man sieht den Rotschenkelpitpit bei der Futtersuche in gemischten Gruppen, alleine, als Pärchen, oder in Gruppen der eigenen Art. So zieht er mit losen Gruppen umher, die bis zu 15 Individuen beinhalten kann. So wurde er in Begleitung von Gilbdrossel, Brauenwaldsänger (Leiothlypis peregrin), Kappennaschvogel (Chlorophanes spiza), Passerinitangare (Ramphocelus passerini costaricensis), Fleckentangare (Tangara guttata), Rötelkopftangare (Tangara gyrola), Silberkehltangare (Tangara icterocephala), Goldscheiteltangare (Tangara larvata), Bischofstangare (Thraupis episcopus), Palmentangare (Thraupis palmarum) und Dickschnabelorganist (Euphonia laniirostris) beobachtet. In dieser Studie wurden die Auswirkungen innerartlicher Interaktionen auf das Futterverhalten anderer Allesfresser untersucht, und es wurde festgestellt, dass der Rotschenkelpitpit im Vergleich zu anderen beobachteten Arten relativ unbehelligt blieb. Bei den Beobachtungen war Gilbdrossel, Bischofstangare, Passerinitangare und Silberkehltangare unterwürfig, während er bei einer anderen Silberkehltangare und einer Rötelkopftangare dominant auftrat.

## Verbreitung und Lebensraum

Verbreitungsgebiet des Rotschenkelpitpits

Der Rotschenkelpitpits bevorzugt halboffenes Habitat wie die Ränder von Regenwäldern, Lichtungen, Seeufer, angrenzende und offene Gebiete mit Bäumen, schattige Plantagen oder ausgedünnte Waldungen. So findet man ihn in immergrünem Bergwald, tropischem immergrünen Tieflandwald und Sekundärwald. Am häufigsten ist er in den Vorgebirgen und Tiefebenenwälder präsent. Oft wurde er auch in gestörter Vegetation wie regeneriertet alter Sekundärwald, aufgegebene Kakaoplantagen oder angrenzenden Kaffeeplantagen beobachtet. So bewegt er sich in allen Straten von Gestrüpp, über den unteren und oberen Bereich der Baumkronen. Er lebt in Höhenlagen bis 1200 Meter, meist aber von 200 bis 700 Meter. In Panama kann er sogar bis 1920 Meter vorkommen. Gelegentlich wurde er auch schon in Nicaragua gesichtet.

## Migration
Es ist sehr wahrscheinlich, dass der Rotschenkelpitpit kürzere Wanderbewegungen vornimmt. Beispielsweise ist er in den Tiefebenen Costa Ricas nur in der zweiten Hälfte des Jahres anzutreffen. Vermutlich führt die Abwesenheit von kleineren Früchten zu saisonalem Zug auf der Suche nach Nahrung. Andere Berichte sehen ihn als Standvogel.

## Unterarten
Es sind zwei Unterarten bekannt.
- Dacnis venusta venusta Lawrence, 1862[3] kommt in Costa Rica bis Zentralpanama vor.
- Dacnis venusta fuliginata Bangs, 1908[4] ist vom östlichen Panama bis ins nordwestliche Ecuador verbreitet. Die Unterart ähnelt der Nominatform hat aber eine eher rußig schwarze Unterseite und es fehlen die auffälligen Grüntöne bzw. der Grünstich ist auf den Bauch beschränkt. Außerdem ist sie etwas kleiner als die Nominatform.[1]

## Etymologie und Forschungsgeschichte
Die Erstbeschreibung des Rotschenkelpitpits erfolgte 1862 durch George Newbold Lawrence unter dem wissenschaftlichen Namen Dacnis venusta. Das  Typusexemplars wurde von James McLeannan (1815–1851) im Vizekönigreich Neugranada gesammelt. 1816 führte Georges Cuvier die neue Gattung Dacnis für die Pit-Pits von Georges-Louis Leclerc de Buffon ein. Dieses Wort leitet sich vom griechischen »daknis δακνις« für einen nicht identifizierten Vogel aus Ägypten ab, den Hesychios von Alexandria und Sextus Pompeius Festus erwähnten. Der Artname venusta leitet sich vom lateinischen venustus, venus für schön, Lieblichkeit ab. Das Typusexemplar von fuliginata wurde von Mervyn George Palmer (1882–1955) in Jiménez im Westen Kolumbiens gesammelt. Fuliginata bedeutet  rußig und leitet sich von fuligo, fuliginis für Ruß ab.